# Dugolančana-masna-kiselina-(acil-nosač-protein) ligaza
Dugolančana-masna-kiselina-(acil-nosač-protein) ligaza (EC 6.2.1.20, acil-(acil-nosilac-protein) sintetaza, acil-(acil nosilac protein) sintetaza, acil-ACP sintetaza, acil-(acil-nosilac-protein)sintetaza, stearoil-ACP sintetaza, acil-acil nosilac protein sintetaza, dugolančana-masna-kiselina:(acil-nosilac-protein) ligaza (formira AMP)) je enzim sa sistematskim imenom dugolančana-masna-kiselina:(acil-nosilac protein) ligaza (formira AMP). Ovaj enzim katalizuje sledeću hemijsku reakciju
ATP + kiselina + [acil-nosilac protein] {\displaystyle \rightleftharpoons } AMP + difosfat + acil-[acil-nosilac protein]
Ovaj enzim nije identičal sa enzimom EC 6.2.1.3, dugolančanom-masno-kiselinskom KoA ligazom.

## Literatura
- Nicholas C. Price; Lewis Stevens (1999). Fundamentals of Enzymology: The Cell and Molecular Biology of Catalytic Proteins (Third изд.). USA: Oxford University Press. ISBN 019850229X.
- Eric J. Toone (2006). Advances in Enzymology and Related Areas of Molecular Biology, Protein Evolution (Volume 75 изд.). Wiley-Interscience. ISBN 0471205036.
- Branden C; Tooze J. Introduction to Protein Structure. New York, NY: Garland Publishing. ISBN 0-8153-2305-0.
- Irwin H. Segel. Enzyme Kinetics: Behavior and Analysis of Rapid Equilibrium and Steady-State Enzyme Systems (Book 44 изд.). Wiley Classics Library. ISBN 0471303097.

## Spoljašnje veze
- Long-chain-fatty-acid---(acyl-carrier-protein)+ligase на 